# Tipula schizorhyncha
Tipula schizorhyncha är en tvåvingeart som beskrevs av Evgenyi Nikolayevich Savchenko 1966. Tipula schizorhyncha ingår i släktet Tipula och familjen storharkrankar. Inga underarter finns listade i Catalogue of Life.